# Holger Bauroth
Holger Bauroth (ur. 7 lutego 1965 w Suhl) – niemiecki biegacz narciarski. Jego największym sukcesem na igrzyskach olimpijskich jest piąte miejsce na igrzyskach w Calgary w biegu na 50 km. Był też między innymi dziewiąty  biegu na 15 km stylem dowolnym na mistrzostwach świata w Lahti w 1989 roku. Najlepsze wyniki w Pucharze Świata uzyskał w sezonie 1987/1988, kiedy to zajął 4. miejsce w klasyfikacji generalnej.
Podczas mistrzostw świata juniorów w Kuopio w 1983 roku zajął 17. miejsce w biegu na 15 km, a w sztafecie zajął trzecie miejsce. Na rozgrywanych rok później mistrzostwach świata juniorów w Trondheim był najlepszy w biegu na 15 km, a w sztafecie zdobył srebrny medal. Ponadto podczas mistrzostw świata juniorów w Täsch był drugi w biegu na 15 km oraz jedenasty w sztafecie.

## Osiągnięcia

### Igrzyska olimpijskie
| Miejsce | Dzień     | Rok  | Miejscowość | Konkurencja             | Czas biegu | Strata   | Zwycięzca            |
| ------- | --------- | ---- | ----------- | ----------------------- | ---------- | -------- | -------------------- |
| 22.     | 15 lutego | 1988 | Calgary     | 30 km stylem klasycznym | 1:24:26,3  | +5:37,1  | Aleksiej Prokurorow  |
| 21.     | 19 lutego | 1988 | Calgary     | 15 km stylem klasycznym | 41:18,9    | +2:40,3  | Michaił Diewiatjarow |
| 5.      | 27 lutego | 1988 | Calgary     | 50 km stylem klasycznym | 2:04:30,9  | +2:31,5  | Gunde Svan           |
| 28.     | 10 lutego | 1992 | Albertville | 30 km stylem klasycznym | 1:22:27,8  | +6:30,3  | Vegard Ulvang        |
| 6.      | 18 lutego | 1992 | Albertville | Sztafeta 4 × 10 km      | 1:39:26,0  | +4:15,7  | Norwegia             |
| 26.     | 22 lutego | 1992 | Albertville | 50 km stylem dowolnym   | 2:03:41,5  | +10:08,3 | Bjørn Dæhlie         |

### Mistrzostwa świata
| Miejsce | Dzień     | Rok  | Miejscowość | Konkurencja             | Czas biegu | Strata   | Zwycięzca        |
| ------- | --------- | ---- | ----------- | ----------------------- | ---------- | -------- | ---------------- |
| 11.     | 18 lutego | 1989 | Lahti       | 30 km stylem klasycznym | 1:24:56,9  | +2:04,3  | Władimir Smirnow |
| 9.      | 20 lutego | 1989 | Lahti       | 15 km stylem dowolnym   | 40:39,6    | +57,8    | Gunde Svan       |
| 6.      | 24 lutego | 1989 | Lahti       | Sztafeta 4 × 10 km      | 1:40:12,1  | +1:42,0  | Szwecja          |
| 27.     | 26 lutego | 1989 | Lahti       | 50 km stylem dowolnym   | 2:15:24,9  | +11:24,0 | Gunde Svan       |

### Mistrzostwa świata juniorów
| Miejsce | Dzień     | Rok  | Miejscowość | Konkurencja             | Wynik     | Strata  | Zwycięzca            |
| ------- | --------- | ---- | ----------- | ----------------------- | --------- | ------- | -------------------- |
| 17.     | 11 marca  | 1983 | Kuopio      | 15 km stylem klasycznym | 41:38,7   | +2:26,5 | Aleksandr Uszkalenko |
| 3.      | ? marca   | 1983 | Kuopio      | Sztafeta 3 × 10 km      | 1:22:16,4 | +3:08,6 | ZSRR                 |
| 1.      | 3 lutego  | 1984 | Trondheim   | 15 km stylem klasycznym | 42:13,5   | -       | -                    |
| 2.      | 5 lutego  | 1984 | Trondheim   | Sztafeta 3 × 10 km      | 1:33:40,3 | +49,0   | ZSRR                 |
| 2.      | 14 lutego | 1985 | Täsch       | 15 km stylem klasycznym | 40:01,6   | +3,5    | Giennadij Łazutin    |
| 11.     | 16 lutego | 1985 | Täsch       | Sztafeta 3 × 10 km      | 1:23:17,1 | +4:15,6 | ZSRR                 |

### Puchar Świata

#### Miejsca w klasyfikacji generalnej
- sezon 1985/1986: 46.
- sezon 1986/1987: 50.
- sezon 1987/1988: 4.
- sezon 1988/1989: 7.

#### Miejsca na podium
1. Szczyrbskie Jezioro – 15 stycznia 1988 (15 km) – 2. miejsce
2. Falun – 12 marca 1988 (30 km) – 2. miejsce
3. Nové Město – 15 stycznia 1989 (30 km) – 3. miejsce
4. Oslo – 4 marca 1989 (50 km) – 2. miejsce